# Nurija Pozderac
Nurija Pozderac (Cazin, 15 gennaio 1892 – Tjentište, 12 giugno 1943) è stato un insegnante e politico bosniaco, membro dell'Organizzazione Musulmana Jugoslava e leader del movimento di liberazione locale durante la seconda guerra mondiale; fu anche esponente della lotta di liberazione nazionale jugoslava.
Rivestì la carica politica di Vice Presidente del Consiglio Antifascista di Liberazione Popolare della Jugoslavia (AVNOJ). Nei seguenti decenni, i suoi nipoti Hakija e Hamdija furono influenti politici comunisti in Jugoslavia.

## Biografia

### Primi anni
Pozderac fu uno degli undici figli, sette maschi e quattro femmine, nati da Bashi-bazouk Agha Murat Pozderac (1862–1930), ultimo leader di Cazin, in Bosnia ed Erzegovina, durante il dominio ottomano. Suo padre aveva tre mogli, una pratica comune nella Bosnia del XIX secolo.
I suoi sei fratelli furono Mujaga, Mehmed, Muhamed, Smail, Ahmet, Hasan; le sue quattro sorelle furono Semka, Derviša, Šefika e Zulejha.

### Politica
Prima di entrare in politica negli anni '30 lavorò come insegnante. Il suo primo serio impegno politico fu nell'amministrazione locale di Cazin, in seguito divenne membro dell'Organizzazione musulmana jugoslava.

### Seconda guerra mondiale
Dopo l'occupazione del Regno di Jugoslavia nel 1941 e la creazione dello Stato Indipendente di Croazia, Pozderac non condivise la politica degli Ustascia di uccidere ed espellere sia gli ebrei sia i serbi dalla Bosnia ed Erzegovina. Rifiutò anche l'offerta di Džafer Kulenović di diventare ministro nel governo dello Stato indipendente di Croazia fascista.
Più tardi, nel 1941, Pozderac si unì ai partigiani jugoslavi e divenne membro del Movimento di liberazione nazionale jugoslavo. Figura influente e ben nota tra la gente di Cazin e della Krajina, nel 1942 fu eletto presidente del Comitato di Liberazione Nazionale a Cazin. Partecipò alla prima sessione del Consiglio Antifascista di Liberazione Popolare della Jugoslavia (AVNOJ), il 26 e 27 novembre 1942 a Bihać, dove fu eletto vicepresidente del Consiglio Direttivo.

### Morte
Nel giugno 1943, durante la quinta offensiva nemica (conosciuta anche come battaglia di Sutjeska) le forze dell'Asse attaccarono l'alto comando partigiano che era in ritirata attraverso il fiume Sutjeska e oltre il crinale di Maglić, tentando di raggiungere l'altipiano di Vučevo: Pozderac fu ferito a morte, mentre il suo gruppo cercò di mettersi al riparo dai pesanti bombardamenti ai margini di Perućica. Quattro giorni dopo, alla presenza del figlio Sead, Nurija Pozderac morì per le ferite riportate.

## Eredità
Nel marzo 2013, Nurija e sua moglie Devleta ricevettero la medaglia israeliana di Giusti tra le nazioni per aver salvato e dato rifugio ad alcuni ebrei durante l'Olocausto. Il politico serbo Vuk Jeremić, suo pronipote, nell'intervento alla cerimonia si espresse dicendo che era "[...] immensamente orgoglioso delle sue origini e dei suoi antenati che si ribellarono contro i crimini nei confronti dei loro cittadini ebrei e serbi durante la seconda guerra mondiale."